# Mutuípe
Mutuípe is een gemeente in de Braziliaanse deelstaat Bahia. De gemeente telt 22.066 inwoners (schatting 2009).